# مارتن هايدغر والنازية

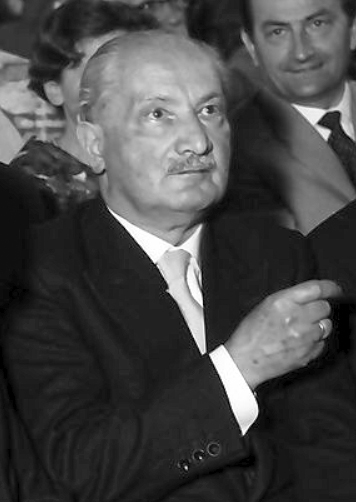
مارتن هايدغر في 1960

انضم الفيلسوف مارتن هايدغر إلى الحزب النازي في 1 مايو 1933، بعد مرور عشرة أيام على انتخابه رئيسًا لجامعة فرايبورغ. وفي أبريل 1934، استقال من رئاسة الجامعة وتوقّف عن حضور اجتماعات الحزب النازي، غير أنه احتفظ بعضويته فيه حتى انهياره مع نهاية الحرب العالمية الثانية. أسفرت جلسات الاستماع الخاصة بنزع النازية، التي انعقدت مباشرة بعد انتهاء الحرب، عن فصله من جامعة فرايبورغ وحرمانه من مزاولة التدريس. في عام 1949، وبعد أعوام من التحقيق، صنّف الجيش الفرنسي هايدغر في خانة «رفيق سفر». رُفع الحظر عن التدريس في عام 1951، ونال هايدغر لقب أستاذ فخري في عام 1953، إلا أنه لم يُمنح الإذن أبدًا بالعودة إلى رئاسة قسم الفلسفة.
يُعدّ ضلوع هايدغر في النازية، وموقفه من اليهود، وصمته شبه الكامل عن المحرقة في كتاباته وتعاليمه بعد عام 1945، من الأمور التي أثارت جدلًا واسعًا. تتضمن «الدفاتر السوداء»، التي كُتبت بين عامي 1931 و1941، عددًا من التصريحات المعادية للسامية، رغم احتوائها أيضًا على مقاطع يبدو فيها هايدغر ناقدًا بشدة لمعاداة السامية ذات الطابع العنصري. بعد عام 1945، لم ينشر هايدغر شيئًا يتعلق بالمحرقة أو معسكرات الإبادة، ولم يتناولها إلا شفهيًا في عام 1949، وهو ما يشكّل موضع خلاف بين الباحثين. لم يُقدِم هايدغر على الاعتذار عن أي موقف، ويُروى عنه أنه عبّر عن ندمه مرة واحدة فقط، في السر، حين وصف فترة رئاسته للدير وانخراطه السياسي المتصل بها بأنها «أعظم حماقة في حياته».
يثير انتماء هايدغر السياسي جدلًا مستمرًا حول مدى ارتباطه بفلسفته. يؤكد نقاد مثل غونتر أندرس، ويورغن هابرماس، وثيودور أدورنو، وهانز جوناس، وموريس ميرلو بونتي، وكارل لويث، وبيير بورديو، وموريس بلانشو، وإيمانويل ليفيناس، ولوك فيري، وجاك إيلول، وجورجي لوكاش، وآلان رينو، أن انخراطه في الحزب النازي كشف عن خلل بنيوي في مفاهيمه الفلسفية. في المقابل، يرى مؤيدوه، ومنهم هانا آرندت، وأوتو بوجيلر، ويان باتوتشكا، وسيلفيو فييتا، وجاك دريدا، وجان بوفريه، وجان ميشيل بالمييه، وريتشارد رورتي، ومارسيل كونش، وجوليان يونج، وكاثرين مالابو، وفرانسوا فيدييه، أن تورطه في النازية كان «خطًا» شخصيًا – وهي الكلمة التي استخدمتها آرندت محاطة بعلامتي اقتباس عند حديثها عن سياسات هايدغر في الحقبة النازية – وأن هذا التورط لا يمس جوهر فلسفته.

## التسلسل الزمني

### ترؤسه جامعة فرايبورغ
أدى أدولف هتلر اليمين الدستورية مستشارًا لألمانيا في 30 يناير 1933. في 21 أبريل من العام نفسه، انتُخب هايدغر عميدًا لجامعة فرايبورغ، بناءً على توصية من سلفه فون مولندورف، الذي اضطر إلى ترك منصبه لرفضه تعليق ملصق معادٍ لليهود، وتسلّم هايدغر المنصب في اليوم التالي. بعد عشرة أيام، في 1 مايو، انضم إلى «حزب العمال الاشتراكي الوطني الألماني» (وهو يوم يُصادف الاحتفال العالمي بالتضامن العمالي، وقد صرّح هايدغر بعد الحرب بأن دعمه كان للتوجه الاجتماعي أكثر من التوجه الوطني). شارك أيضًا في توقيع برقية جماعية أرسلها عمداء الجامعات النازية إلى هتلر في 20 مايو 1933. يضع أوتو بوغيلر هذا الموقف في سياقه كما يلي:
لم يكن هايدغر وحده مَن شعر بالحيرة. فقد أشار توينبي، بعد لقائه بهتلر عام 1936، إلى أنّ «لديه يدين جميلتين». لم يُقرأ كتاب «كفاحي» إلا نادرًا، ولم يُؤخذ على محمل الجد إطلاقًا. أبدى روزفلت إعجابه بأخلاق هتلر، وأيّدت صحيفة «التايمز» اللندنية مطالب هتلر، وصفّق الناس في دور السينما بلندن عندما ظهرت صورته في الفيلم الإخباري، نتيجة لارتفاع أسعار الأسهم في البورصة.
في ألمانيا، وصف سيباستيان هافنر، الذي عاش التجربة شخصيًا، أجواء تلك الأيام بأنها «شعور عارم بالخلاص، بالتحرر من الديمقراطية». يوضح روديجر سافرانسكي قائلًا:
لم يقتصر شعور أعداء الجمهورية بالارتياح إثر زوال الديمقراطية على مشاركتهم الفعلية، بل إنّ غالبية مؤيديها لم يعودوا يرون فيها القدرة الكافية على تجاوز الأزمة. بدا وكأن حملًا ثقيلًا قد أُزيح عن كاهل الأمة. خُيّل للناس أن مرحلة جديدة بدأت بالفعل: حكم شعبي خالٍ من الأحزاب السياسية، تحت قيادة زعيم يُرجى أن يوحّد ألمانيا داخليًا ويمنحها الثقة على الساحة الدولية. أحدث «خطاب السلام» الذي ألقاه هتلر في 17 مايو 1933 أثرًا واسعًا، حين أعلن أنّ «الحب والولاء اللامحدودين للأمة» يشملان «احترام» الحقوق الوطنية للدول الأخرى. لاحظت صحيفة «التايمز» اللندنية أن هتلر «تحدّث بالفعل باسم ألمانيا موحّدة». حتى في أوساط اليهود – على الرغم من مقاطعة الشركات اليهودية في 1 أبريل، وفصل الموظفين الحكوميين اليهود بعد 7 أبريل – سُجّل دعم حماسي كبير لـ«الثورة الوطنية». يذكر جورج بيشت أن يوجين روزنستوك-هوسي، خلال محاضرة ألقاها في مارس 1933، صرّح بأن الثورة الاشتراكية الوطنية كانت محاولة من الألمان لتحقيق حلم هولدرلين. في واقع الأمر، كان هايدغر، خلال تلك السنة الأولى، مفتونًا بهتلر.
أشار ياسبرز إلى لقائه الأخير مع هايدغر في مايو 1933 بقوله: «يشبه الأمر تمامًا ما حدث في عام 1914، (مرة أخرى هذا التسمم الجماعي الخادع)».
خلال فترة تولّيه منصب العميد، رفض هايدغر، كما فعل سلفه، تعليق الملصق المعادي لليهود. بعد الحرب، جادل بأنه انضم إلى الحزب تفاديًا للفصل، ولمنع حرق الكتب الذي كان من المزمع تنظيمه أمام المبنى الرئيسي للجامعة. غير أن فيكتور فارياس، وهوغو أوت، وإيمانويل فاي، يرون أن هايدغر طبّق سياسة «الدمج» الشمولية، وقمع أي معارضة موجهة إلى الحكومة. يفصّل فاي بدقة الإجراءات التي اتّبعها هايدغر في تنفيذ التشريعات المعادية للسامية داخل جامعة فرايبورغ.

بالاشتراك مع إرنست كريك وألفريد بايوملر، قاد هايدغر الثورة المحافظة التي روّج لها النازيون (في بدايتها). إلا أن آخرين، مثل فرانسوا فيدييه وجوليان يونج، يؤكدون أن هايدغر «لم يدعُ إلى إخضاع الجامعة للدولة، بل إلى العكس تمامًا»، وأنه «سعى بالفعل إلى حماية الطلاب من التلقين عبر الدعاية النازية الأكثر فظاظة». ينقل يونج شهادة أحد طلاب هايدغر السابقين، جورج بيتشت:
تجلّت لي الطريقة التي تصوّر بها هايدغر فكرة إحياء الجامعة في مناسبة لا تُنسى. كان ذلك أثناء إلقاء أول محاضرة ضمن إطار «التعليم السياسي»، وهو إجراء إلزامي فرضه النازيون على الجامعات. وجّه هايدغر، بصفته رئيس الجامعة آنذاك، الدعوة إلى صهر والدتي، فيكتور فون فايتسكر. أثار هذا القرار دهشة الجميع، إذ كان معروفًا عن فايتسكر أنه ليس منتميًا إلى الحزب النازي. لكن كلمة هايدغر كانت بمثابة القانون.
رأى الطالب الذي عيّنه هايدغر لرئاسة قسم الفلسفة أن عليه تقديم كلمات افتتاحية حول الثورة الاشتراكية الوطنية. لكن لم تمضِ دقائق حتى بدأت ملامح الضيق والانزعاج ترتسم على وجه هايدغر، ثم انفجر صارخًا بصوت غاضب أثقله التوتر: «هذا الكلام الفارغ سيتوقف فورًا!» ارتبك الطالب وسقط أرضًا، ثم اختفى من على المنصة. اضطر بعدها إلى تقديم استقالته من منصبه.
أما فيكتور فون فايتسكر، فألقى محاضرة مثالية عرض فيها فلسفته الطبية دون أن يذكر الاشتراكية الوطنية ولو لمرة واحدة. ذكر سيغموند فرويد عوضًا عن ذلك.
يتذكّر بيشت أن عمّه فايتسكر أخبره لاحقًا عن انخراط هايدغر السياسي، قائلًا:
«أنا واثق تمامًا من أنه مجرّد سوء فهم. فمثل هذه الأمور شائعة في تاريخ الفلسفة. غير أن هايدغر كان دائمًا متقدمًا بخطوة، إذ كان يُدرك وجود شيء ما يحدث بينما يعجز الآخرون عن إدراكه».
كانت فترة رئاسة هايدغر للجامعة مليئة بالتحديات، إذ دخل في صراع مع الطلاب والمثقفين والبيروقراطيين النازيين. كتب المؤرخ الفلسفي هانز سلوجا:
«رغم أنه منع الطلاب، بصفته رئيسًا للجامعة، من تعليق ملصق معادٍ للسامية عند مدخل الجامعة، ومن حرق الكتب، إلا أنه حافظ على علاقة وثيقة بقادة الطلاب النازيين، وأظهر لهم بوضوح تعاطفه مع نشاطهم».